# Coppa Intercontinentale 2015 (pallacanestro)
La Coppa intercontinentale di pallacanestro 2015 si è disputata a San Paolo in Brasile, ed è stata vinta dal Real Madrid. Miglior giocatore della manifestazione è stato eletto lo spagnolo Sergio Llull.
Vi hanno preso parte gli spagnoli del Real Madrid, vincitori dell'Eurolega 2014-2015, e i brasiliani del Bauru, campioni della FIBA Americas League 2015.

## Formula
La formula prevede una doppia sfida, con somma dei punti tra andata e ritorno. La squadra con il punteggio totale più alto nelle due partite, si aggiudica il trofeo. Entrambe le gare vengono disputate a San Paolo in Brasile, presso il Ginásio do Ibirapuera.

## Risultati
| Squadra 1 | Totale  | Squadra 2   | Andata | Ritorno |
| --------- | ------- | ----------- | ------ | ------- |
| Bauru     | 170-181 | Real Madrid | 91-90  | 79-91   |

## Tabellini
| Arbitri: | Reynaldo Mercedes Chrīstos Christodoulou José Reyes |

| |            | |
| Hettsheimeir 27                                                                                                | Punti      | 18 Carroll |
| Fischer, Alex Garcia 8                                                                                         | Assist     | 6 Llull |
| Alex Garcia 7                                                                                                  | Rimbalzi   | 6 Fernández, Reyes                                                                                              |
| Fischer, Alex Garcia, Jefferson, Hettsheimeir, Day Boracini, Gui, Mineiro, Meindl n.e. Carioca, Eltink, Wesley | Formazioni | Fernández, Ayón, Carroll, Llull, Thompkins Nocioni, Dončić, Mačiulis, Reyes, Rodríguez, Hernangómez n.e. Taylor |
| Jorge Guerra                                                                                                   | Allenatori | Pablo Laso |

| Arbitri: | Reynaldo Mercedes Chrīstos Christodoulou José Reyes |

| |            | |
| Carroll 22 | Punti      | 26 Fischer |
| Llull 6 | Assist     | 6 Fischer |
| Ayón 15 | Rimbalzi   | 6 Hettsheimeir                                                                                                 |
| Mačiulis, Reyes, Ayón, Carroll, Llull Nocioni, Dončić, Rodríguez, Thompkins, Hernangómez n.e. Fernández, Taylor | Formazioni | Fischer, Alex Garcia, Jefferson, Hettsheimeir, Day Boracini, Gui, Mineiro, Meindl n.e. Carioca, Eltink, Wesley |
| Pablo Laso | Allenatori | Jorge Guerra                                                                                                   |

| Coppa Intercontinentale 2015 |
| ---------------------------- |
| Real Madrid 5º titolo        |

## Formazione vincitrice
| Real Madrid Baloncesto | Real Madrid Baloncesto |
| Giocatori              | Staff tecnico          |
| ---------------------- | ---------------------- |

| N. | Naz.                                            | Ruolo | Nome                  | Anno | Alt.   | Peso   |  |
| -- | ----------------------------------------------- | ----- | --------------------- | ---- | ------ | ------ |  |
| 5  | Spagna (bandiera)                               | AP    | Rudy Fernández        | 1985 | 198 cm | 84 kg  |  |
| 6  | Argentina (bandiera)                            | AP    | Andrés Nocioni        | 1979 | 201 cm | 102 kg |  |
| 7  | Slovenia (bandiera)                             | P     | Luka Dončić           | 1999 | 198 cm | 88 kg  |  |
| 8  | Lituania (bandiera)                             | AP    | Jonas Mačiulis        | 1985 | 198 cm | 98 kg  |  |
| 9  | Spagna (bandiera)                               | AG    | Felipe Reyes          | 1980 | 206 cm | 112 kg |  |
| 13 | Spagna (bandiera)                               | P     | Sergio Rodríguez      | 1986 | 191 cm | 88 kg  |  |
| 14 | Messico (bandiera)                              | C     | Gustavo Ayón          | 1985 | 208 cm | 113 kg |  |
| 20 | Stati Uniti (bandiera) · Azerbaigian (bandiera) | G     | Jaycee Carroll        | 1983 | 188 cm | 81 kg  |  |
| 23 | Spagna (bandiera)                               | G     | Sergio Llull (C)      | 1987 | 192 cm | 94 kg  |  |
| 33 | Stati Uniti (bandiera)                          | AG    | Trey Thompkins        | 1990 | 208 cm | 111 kg |  |
| 41 | Spagna (bandiera)                               | C     | Guillermo Hernangómez | 1994 | 208 cm | 113 kg |  |
| 44 | Svezia (bandiera) · Stati Uniti (bandiera)      | AP    | Jeffery Taylor        | 1989 | 201 cm | 102 kg |  |

| Allenatore                                                |
| - Pablo Laso                                              |
| Assistente/i                                              |
| - Chus Mateo - Paco Redondo Legenda - (C) Capitano Roster |

## MVP
- Sergio Llull[1]